# Édipo
Édipo (em grego clássico: Οἰδίπους; romaniz.: Oidípous, "pés inchados") é um herói da mitologia grega que matou o pai, resolveu o enigma da esfinge que atacava a cidade grega de Tebas, e desposou a mãe. Em função deste incesto, foi ao mesmo tempo pai e irmão de Etéocles, Ismênia, Antígona e de Polinices.
Édipo era descendente de Cadmo, fundador de Tebas. Seu bisavô foi Polidoro e seu avô Lábdaco, também reis da cidade.
Édipo é a personagem central da tragédia grega Édipo Rei, escrita pelo dramaturgo Sófocles (496 a.C. - 406 a.C.), como parte de uma trilogia que contém ainda os dramas Antígona e Édipo em Colono.
A lenda de Édipo foi recontada em muitas versões e foi usada por Sigmund Freud para nomear e dar um precedente mítico ao complexo de Édipo.

## O mito
Édipo nasceu príncipe da cidade de Tebas, filho do rei Laio e da rainha Jocasta. Ao nascer, foi levado ao oráculo de Delfos onde foi profetizado que Édipo se tornaria um herói, após matar o pai e desposar a mãe, desencadeando uma cadeia de desgraças, que causariam a ruína da casa real. Segundo as versões de Ésquilo e Eurípedes, no entanto, o oráculo antecedeu a concepção, para impedir que Laio tivesse um filho; Laio desconsiderou o aviso, e Édipo nasceu.
Aterrorizados e querendo frustrar a profecia, Laio e Jocasta resolveram encarregar um servo de deixar o filho na encosta da montanha de Cinterão, com os pés amarrados e trespaçados por uma correia na altura dos tornozelos, para ser devorado pelos lobos. O servo, no entanto, apiedou-se do bebê e o entregou a um pastor que levou a criança para a cidade de Corinto. Ao chegar, Édipo foi recebido e adotado pelo rei Pólibo, pois a rainha Mérope havia recentemente gerado um natimorto. Édipo cresce como príncipe em Corinto, acreditando ser um filho legítimo.
Anos mais tarde, já adulto, Édipo procurou o oráculo de Delfos para saber mais a respeito do seu parentesco. O oráculo repetiu a profecia, de que viria a matar seu pai e casar-se com sua mãe. Sem conhecer sua verdadeira filiação, Édipo acreditou que estava destinado a assassinar Polibo e se casar com Mérope.
Procurando evitar seu destino, Édipo deixou Corinto e partiu em direção a Tebas. Num trecho estreito da estrada, encontrou o rei Laio, que estava indo a Delfos consultar novamente o oráculo, pois havia sentido presságios de que seu filho estava retornando para matá-lo. Os lacaios de Laio ordenaram que Édipo desse passagem à carruagem do rei. Como Édipo se recusou, Laio bateu-lhe com seu chicote. Tomado pela fúria, Édipo matou Laio e todos os seus homens, exceto um, acreditando serem um bando de malfeitores.
Ao chegar a Tebas, Édipo soube que o rei da cidade havia sido morto recentemente e que a cidade estava à mercê da Esfinge, um monstro que devorava todos os que não resolvessem seu enigma. Édipo respondeu corretamente às duas questões propostas pela Esfinge e assim a derrotou. Por esse feito, conquistou o trono do rei morto, fazendo jus a casar-se com sua viúva.
Anos depois, para acabar com uma praga em Tebas, Édipo procurou investigar quem havia matado Laio e acabou descobrindo, por intermédio do adivinho Tirésias, que ele mesmo era o responsável. Jocasta, ao perceber que havia se casado com o próprio filho, se enforcou. Em desespero, Édipo retirou dois alfinetes de vestido da mãe e com eles perfurou os próprios olhos, afirmando ter sido cego por não reconhecer o verdadeiro presságio anunciado pelo oráculo.
Esta passagem do mito é o mais conhecido, mas a vida de Édipo segue em frente, com ele tornando-se um mendigo e esmolando por Tebas, guiado por sua filha Antígona. Mais tarde o cego assiste os filhos Etéocles e Polinices brigarem pelo trono das duas cidades, Tebas e Corinto.